# بیابان سه خواهر
بیابان سه خواهر (به انگلیسی: Three Sisters Wilderness) یک منطقهٔ مسکونی در ایالات متحده آمریکا است که در اورگن واقع شده‌است.